# Эрикссон, Сигвард
Сигвард Эрикссон (швед. John Sigvard „Sigge“ Ericsson; 17 июля 1930, Аланесет (ныне в коммуне Стрёмсунд), лен Емтланд, Швеция — 2 ноября 2019) — шведский конькобежец, Олимпийский чемпион, чемпион мира и Европы.
Сигвар Эрикссон одиннадцать раз становился чемпионом Швеции на отдельных дистанциях: 1500 метров (1954—1956), 5000 метров (1953 — 1956), 10000 метров (1952, 1954—1956).
Сигвард Эрикссон участвовал в Зимних Олимпийских играх 1952 года в Осло, но не занял призовых мест. Он поделил 8-9 места на дистанции 1500 метров, занял тринадцатое место на 10000 метров и четырнадцатое — на дистанции 5000 метров.
В 1954 и 1956 годах Эрикссон становится бронзовым призёром чемпионатов Европы.
1955 год был успешным для Эрикссона. Он выиграл многоборье на чемпионате Европы в Фалуне. В Москве на чемпионате мира Эрикссон выиграл звание чемпиона мира в многоборье, опередив считавшихся фаворитами советских конькобежцев Олега Гончаренко и Бориса Шилкова. Эрикссон стал первым шведским конькобежцем, завоевавшим титул чемпиона мира в конькобежном многоборье.
На Зимних Олимпийских играх 1956 года в Кортина-д'Ампеццо Сигвард Эрикссон стал олимпийским чемпионом на дистанции 10000 метров. На дистанции 5000 метров Эрикссон завоевал серебряную медаль, отстав от золотого призёра, советского конькобежца Бориса Шилкова, на восемь секунд. На дистанции 1500 метров Эрикссон занял шестое место.
В 1957 году Эрикксон отказался участвовать в чемпионате Европы, чтобы сконцентрироваться на подготовке к чемпионату мира в своём родном городе — Эстерсунде. Однако на чемпионате мира он выступил неудачно (девятое место). После этого Эрикссон закончил свою спортивную карьеру.

## Лучшие результаты
Лучшие результаты Сигварда Эрикссона на отдельных дистанциях:
- 500 метров — 44,00 (28 февраля 1955 года, Тёнсберг)
- 1000 метров — 1:31,00 (20 января 1958 года, Эстерсунд)
- 1500 метров — 2:11,00 (26 января 1956 года, озеро Мизурина)
- 3000 метров — 4:45,30 (6 марта 1956 года, Бурленге)
- 5000 метров — 7:56,70 (26 января 1956 года, озеро Мизурина)
- 10000 метров — 16:35,90 (26 января 1956 года, озеро Мизурина)